# Povel
Povel är ett mansnamn, en svensk form av det latinska namnet Paulus som kommer från det grekiska namnet Paulos, som betyder djuret. Vanligare svenska namnformer är Paul eller Pål. 
Namnet Povel bars 31 december 2008 av 66 män varav 42 har det som tilltals-/förstanamn, med stavningen Powel fanns det ytterligare 9 män varav 3 hade det som tilltals-/förstanamn och med stavningen Påvel fanns 13 män varav 4 bär namnet som sitt tilltals-/förstanamn.
1986 infördes Povel i svenska almanackan med namnsdag 20 november men togs åter bort 1993.

## Kända personer som bär namnet Povel
- Povel Ramel
- Povel Randén
- Povel Andersson
- Povel Forsare Källman